# Kölner Narren-Zunft
Die Kölner Narren-Zunft von 1880 e. V. (KNZ) ist eine Karnevalsgesellschaft in Köln. Die KG ist ordentliches Mitglied im Festkomitee Kölner Karneval.

## Geschichte

### Ursprünge und Anfänge
1381 gründete Adolf III. von der Mark aus dem Hause Kleve, ehemaliger Erzbischof von Köln, gemeinsam mit 35 Rittern und adligen Herren die Geselschap van den Gecken, die als erste Karnevalsgesellschaft betrachtet werden kann. Sie wählte aus ihrer Mitte einen König und sechs Rathsleute, die in der Karnevalszeit das närrische Regiment übernahmen. Bis Rosenmontag wurde sieben Tage lang Hof gehalten und Karnevalsdienstag gemeinsam der Gottesdienst besucht. Die Mitglieder mussten über das ganze Jahr ein Abzeichen tragen, das einen Narr zeigte – der erste Karnevalsorden. Wer dies vergaß, musste eine Geldstrafe zahlen, die Bedürftigen gespendet wurde.
Die Gründung der Cölner Narrenzunft ging maßgeblich auf Initiative des Kölner Retuscheurs und Büttenredner Maria Heinrich Hoster zurück, der sich dabei ausdrücklich auf die Geselschap des Grafen Adolf berief. Sie fand am 6. Dezember 1880, dem Jahr der Fertigstellung des Kölner Doms, im Fränkischen Hof in der Komödienstraße statt; Hoster wurde zum Bannerhär gewählt, der Gründungsort zum Gaffelsaal umgetauft, und die Gründerherren erhielten mittelalterlich anmutende Gewänder. Der Name nahm bewusst Bezug auf den früheren politischen Einfluss von Handwerk und Handel im mittelalterlichen Köln. „Schirmherr“ Graf Adolf war als Standbild zugegen, und der Karfunkelstein des Hauses Kleve wurde in das Wappen der Gesellschaft aufgenommen. In späteren Jahren wurde zur Erinnerung an Graf Adolfs Ehefrau, Margarete von Jülich, ein Margaretenfest ausgerichtet.
Die Narren-Zunft war die erste Kölner Karnevalsgesellschaft (KG), die Frauen und Mädchen zu Sitzungen zuließ, weshalb sie als erste „Familiengesellschaft“ gilt. Ihre Damen-Comités veranstalteten eigene Sitzungen, die regelmäßig ausverkauft waren. Wegen der Anwesenheit von Damen verbat sich der Bannerhär alle schlüpfrigen Witze, und die KNZ prägte das heute noch bekannte Motto „Von Zoten frei die Narretei“. 1888 versuchte der damalige Präsident der Großen Kölner vergebens, die KNZ wegen der Zulassung von Frauen bei Sitzungen durch den Kölner Oberbürgermeister verbieten zu lassen.
1881 nahm die KNZ erstmals am Rosenmontagszug teil, mit 23 Schwanenrittern und einem Wagen, der eine Schwanenburg darstellte, der bis dahin größte und höchste Wagen bei einem Zug. (Schwäne deshalb, weil das Haus Cleve seine Herkunft auf den Schwanenritter Lohengrin zurückführte, weshalb auch ihre Burg Schwanenburg hieß.) Finanziert worden war die Teilnahme durch ein „Zunftgelage“; nach Abzug aller Kosten blieben 400 Mark, die dem „Knaben-Asyl“ gespendet wurden. Diesen Usus behielt die KG in den kommenden Jahren bei: 1913 etwa spendete die KNZ 40.000 Mark für wohltätige Zwecke. Wie gut die KG in der großbürgerlichen Oberschicht verankert war, ist unter anderem daran erkennbar, dass der Oberbürgermeister und spätere Reichstagspräsident Max Wallraf Ehrenbannerhär war und regelmäßig an Festen der KNZ teilnahm. 1886 waren erstmals Mitglieder der Zunft im Kölner Dreigestirn vertreten.
Im Jahre 1913 stellt die KNZ 10.000 Mark bereit, mit denen ein Denkmal für ihren Gründer Maria Heinrich Hoster errichtet werden sollte. Die Stadtverordneten nahmen die Stiftung an, und es sollte ein Wettbewerb für „Das Denkmal von Antun Meis als Brunnen“ ausgeschrieben werden (Antun Meis war Hosters Name in der Bütt). Doch als im Jahr darauf der Erste Weltkrieg ausbrach, wurden die Pläne für das Denkmal fallen gelassen und das Geld der Kriegsfürsorge gespendet. Während des Krieges schickte die KNZ ihren Mitgliedern im Felde alle 14 Tage ein Paket. Durch die hohen Spenden und die Zeichnung von Kriegsanleihen verlor die Gesellschaft nahezu ihr gesamtes Vermögen; ein kleiner Rest wurde 1923 während der Währungskrise wertlos.

### Zwischen den Kriegen
Nach dem Krieg plante die KNZ für den 10. Januar 1925 einen ersten Maskenball. Überraschend erließ der Rat der Stadt ein Saalverbot, gegen das die KNZ jedoch eine Einstweilige Verfügung erwirkte, so dass der Ball wie geplant stattfinden konnte. Das Ergebnis wurde vor der Geschäftsstelle der Gesellschaft von einer großen Menschenmenge bejubelt, und die großen Kaufhäuser hängten Plakate in ihre Schaufenster, dass der Ball entgegen den Ankündigungen doch stattfinden werde.

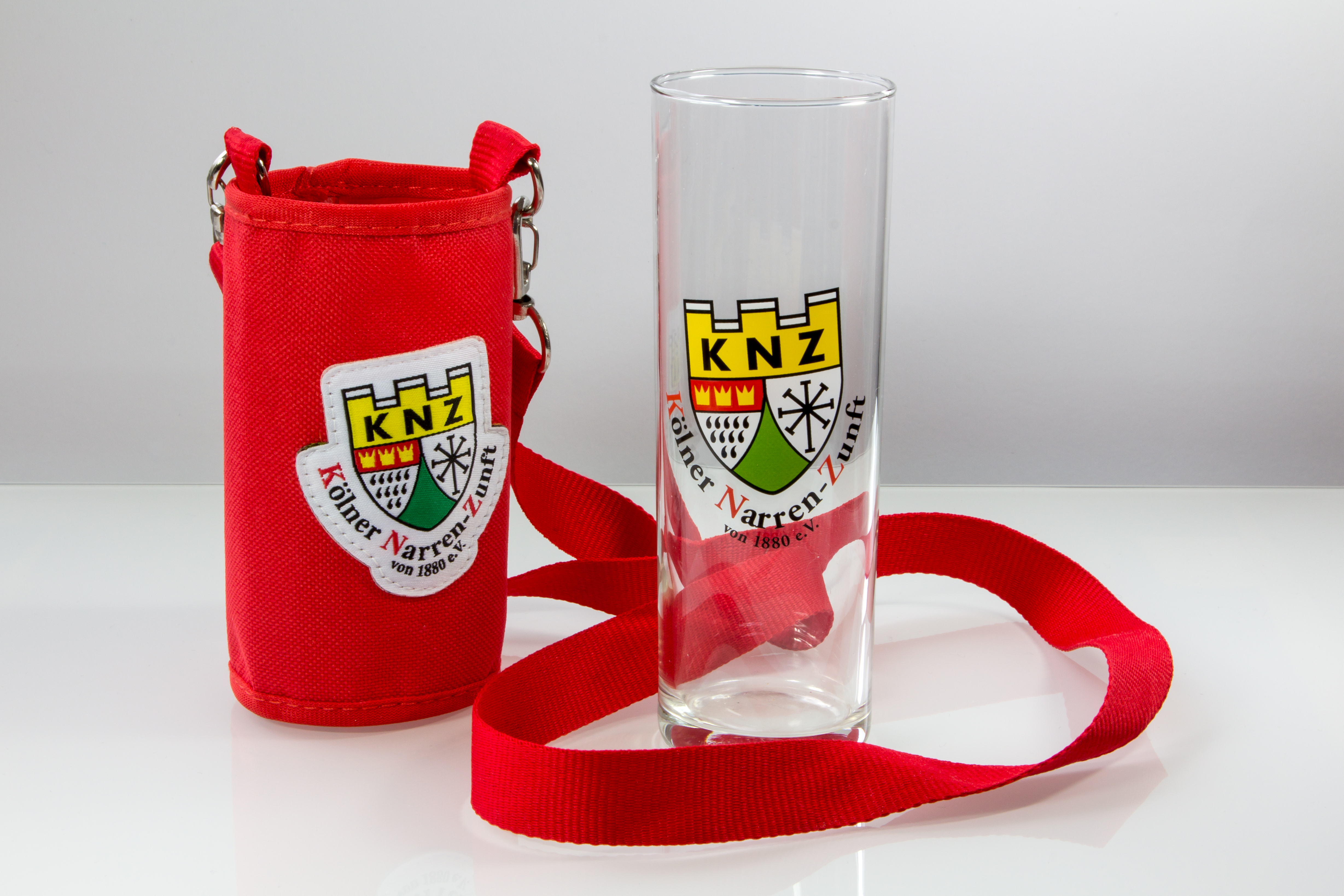
Kölschglashalter der KNZ

Die KG engagierte sich auch weiterhin für wohltätige Zwecke in der Stadt. Als nach dem Hochwasser um die Jahreswende 1925/1926 die Fischer von Poll alles verloren hatten, spendete die Narren-Zunft 1000 Mark.  Erst ab 1928 war die Gesellschaft, aufgrund der Weltwirtschaftskrise, finanziell nicht mehr in der Lage, für soziale Zwecke Geld zu spenden. Ebenfalls 1928 wurde – als Premiere – eine Karnevalssitzung der KNZ im Rundfunk übertragen, wodurch die KG reichsweit bekannt wurde. 1930 wurde in Ehrenfeld eine Straße nach dem Gründer der KNZ Hosterstraße genannt.
Wie sich die Gesellschaft in den politischen Wirren Ende der 1920er Jahre und bis hin in die NS-Zeit positionierte, ist unbekannt, zumal, wie es in der Chronik zum 125-jährigen Bestehen vermerkt ist, in einigen Jahren Seiten aus dem Protokoll herausgerissen und -geschnitten wurden: „Man hatte sich selbst zum weiteren Fröhlichsein entschlossen.“ Die Protokolle für die Zeit nach 1934 indes fielen einem Wasserschaden zum Opfer. 1938 weigerten sich Bannerhär und seine Ambsmeister mit dem vom Festkomitee bereitgestellten Wagen im Zug mitzufahren, sondern gingen zu Fuß. Der Literat der Gesellschaft schrieb im Jahrbuch von 1938: „Da (der K.N.Z.) der vom Festausschuss vorbestimmte Wagen in der Ausführung nicht zusagte und der auch dem Ansehen und den Intentionen der Zunft nichtgerecht wurde“. Inwieweit dies mit einem Widerstand gegen eine politische Aussage des Wagens zu tun haben könnte, ist heute nicht mehr nachvollziehbar. Ein Jahr später fuhr die KG jedoch in einem von den Behörden akzeptierten Wagen mit. Von 1940 bis 1947 ruhten die karnevalistischen Aktivitäten weitgehend.

### Seit 1947

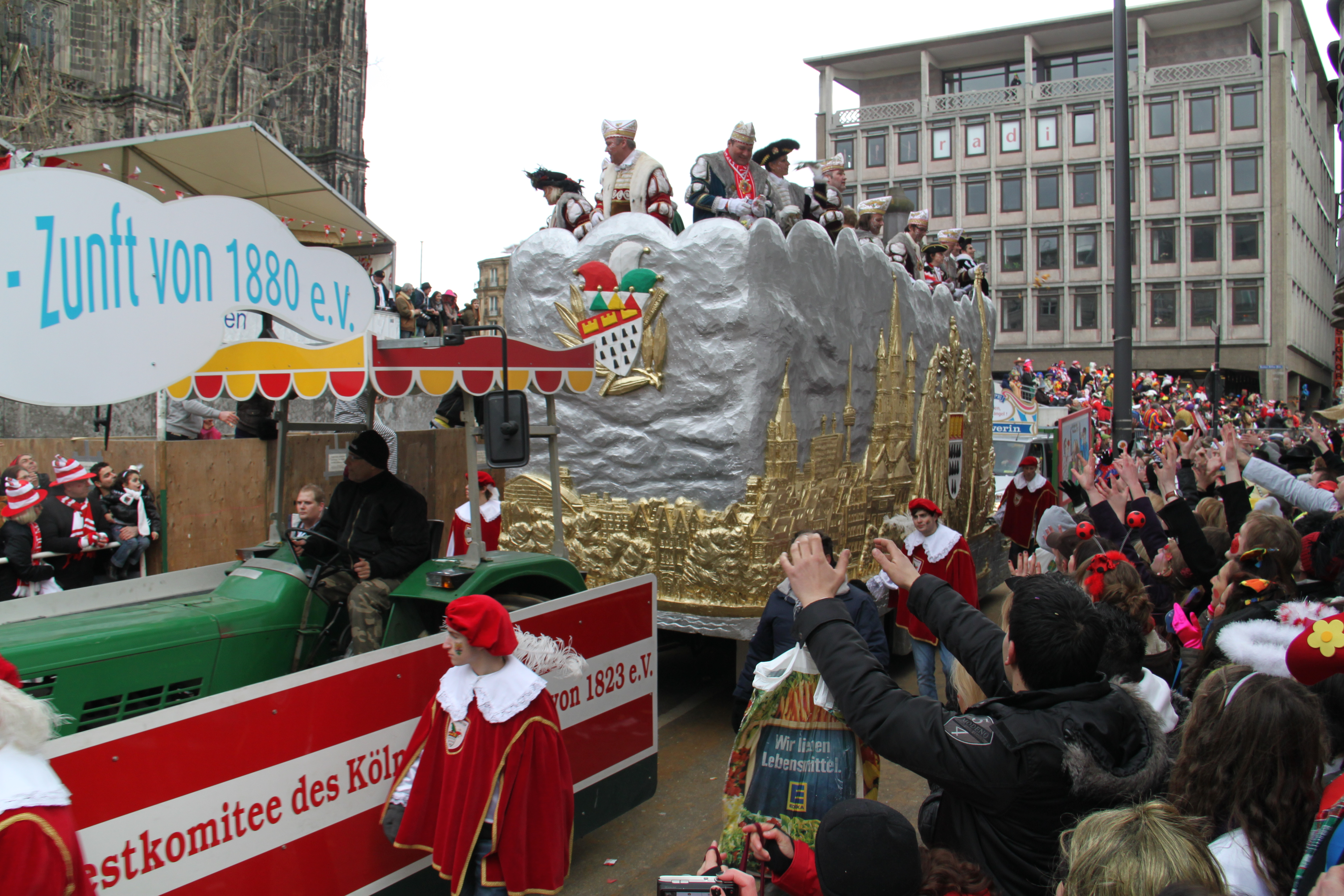
Wagen der Kölner Narren-Zunft im Rosenmontagszug 2012

1949 nahm die Narrenzunft an der erstmals nach dem Krieg stattfindenden „Kappenfahrt“ teil und 1950 am Rosenmontagszug. Eine absolute Novität im Kölner Karneval war, dass einmalig eine Frau in den Vorstand aufgenommen wurde. 1948 war schon ein Tanz- und Reitercorps gegründet worden, das aber zwölf Jahre später wegen Pferdemangels wieder aufgelöst wurde. 1953 war die KNZ bei der Gründungsversammlung des Bundes Deutscher Karneval in Mainz dabei, und die „Insignien“ der KG – Ratssilber, Goldenes Buch, Pritsche, Roben, Mützen und die silberne Schreibtischgarnitur – wurden in einer dortigen Karnevalsausstellung gezeigt.
1969 wurde im Zuge einer Neuordnung der Zunft – Hauptgrund war das Fehlen von Nachwuchs – ohne Erfolg der Vorschlag gemacht, vier Frauen in den Vorstand zu wählen. Erst 34 Jahre später machte es eine Satzungsänderung möglich, dass Frauen zu Ehrensenatorinnen ernannt werden konnten. Anstelle der historischen Roben trat der Frack. 1980 sowie 1997 stellte die Gesellschaft das Kölner Dreigestirn, nachdem schon 1957 ein Mitglied der Gesellschaft Prinz gewesen war. 2003 wurde die „Mädcher-Sitzung“ der KNZ erstmals im ZDF übertragen. Zwei Jahre später, 2005, feierte die Gesellschaft ihr 125-jähriges Bestehen.
Auch heute noch legt die KNZ besonderen Wert auf ihr soziales Engagement.
In der Session 2017 stellte die Kölner Narren-Zunft das Kölner Dreigestirn bestehend aus Prinz Stefan I. (Stefan Jung), Bauer Andreas (Andreas Bulich) und Jungfrau Stefanie (Stefan Knepper).

## Die Gesellschaft
Die Gesellschaft setzt sich aus Vorstand, Senat, Großem Rat sowie einer Kinder- und Jugendgruppe zusammen. 2009 wurde eine gemeinnützige GmbH gegründet.
Der Präsident wird Bannerhär, der Schatzmeister ist der Säckelmeister und der Schriftführer der Gaffelschriever genannt. Die aktiven Mitglieder sind Senatoren, die fördernden Mitglieder Zunftmeister.
Die Gesellschaft organisiert in jeder Session mehrere Veranstaltungen, darunter eine Große Kostümsitzung, eine Mädchersitzung sowie die Keine-Nacht-Zuhause-Party. Die älteste Kölner Karnevalssitzung ist die Blaue Montagssitzung, die seit 1880 stattfindet. Ihr Name bezieht sich auf den Blauen Montag, an dem die Handwerker zu spät zur Arbeit kamen oder nur mit halber Kraft arbeiteten.